# Pitkäsaari (ö i Finland, Norra Österbotten, Koillismaa, lat 66,08, long 28,73)
Pitkäsaari är en ö i Finland. Den ligger i sjön Yli-Kitka och i kommunen Kuusamo i den ekonomiska regionen  Koillismaa ekonomiska region  och landskapet Norra Österbotten, i den nordöstra delen av landet, 700 km norr om huvudstaden Helsingfors. Öns area är 2,3 hektar och dess största längd är 220 meter i nord-sydlig riktning.